# Vinicius Antonelli
Vinicius Antonelli (Ribeirão Preto, 1990. május 1. –) brazil válogatott vízilabdázó, az EC Pinheiros kapusa.

## Nemzetközi eredményei
- Világliga bronzérem (Bergamo, 2015)
- Világbajnoki 10. hely (Kazany, 2015)
- Pánamerikai játékok ezüstérem (Toronto, 2015)
- Világliga 7. hely (Huizhou, 2016)
- Olimpiai 8. hely (Rio de Janeiro, 2016)